# 越南奧林匹克委員會
越南奧林匹克委員會（越南语：／；英語：Vietnam Olympic Committee）是國際奧林匹克委員會認可的國家奧林匹克委員會成員之一，總部位於越南河內市。

## 外部連結
- Vietnam Olympic Committee
- 官方网站